# Utopia (album Pawbeatsa)
Utopia – debiutancki album solowy polskiego kompozytora i producenta muzycznego Marcina Pawłowskiego znanego pod pseudonimem Pawbeats. Wydawnictwo ukazało się 12 września 2014 roku nakładem wytwórni muzycznej Step Records. Płytę poprzedziły single „To tylko muzyka” i „Euforia”, które trafiły do sprzedaży, odpowiednio 6 maja i 10 lipca 2014 roku. Druga z piosenek dotarła do 3. miejsca listy przebojów Hop Bęc radia RMF Maxxx.
Materiał był promowany teledyskami do utworów „Moment”, „To tylko muzyka”, „Euforia”, „Widnokrąg”, „Na miarę”, „Dzień polarny” oraz „Weź się nie obraź”.
Płyta dotarła do 2. miejsca polskiej listy przebojów OLiS i uzyskała certyfikat platynowej płyty.
Utwór „Widnokrąg”, nagrany z gościnnym udziałem Zeusa, został wybrany Polskim Rap Singlem 2014 roku w plebiscycie WuDoo i Hip-hop.pl.

## Lista utworów
Źródła.
1. „Dzień polarny” (gościnnie: Bonson, Jinx, Miuosh, Onar, scratche: DJ Panda, muzyka, miksowanie, produkcja: Pawbeats) – 4:22
2. „Widnokrąg” (gościnnie: Zeus, muzyka, miksowanie, produkcja: Pawbeats) – 5:00
3. „Martwy piksel” (gościnnie: Haju, Mam Na Imię Aleksander, muzyka, miksowanie, produkcja: Pawbeats) – 3:52
4. „Bracia” (gościnnie: Flojd, Rover, muzyka, miksowanie, produkcja: Pawbeats) – 4:26
5. „Euforia” (gościnnie: Kasia Grzesiek, Quebonafide, muzyka, miksowanie, produkcja: Pawbeats) – 3:23
6. „Na miarę” (gościnnie: Paluch, trąbka: Miki Kubicki, muzyka, miksowanie, produkcja: Pawbeats) – 3:57
7. „Nie szukaj mnie” (gitara: Piotrek Aleksandrowicz, gościnnie: Marcelina, VNM, miksowanie: Staszek Koźlik, muzyka, produkcja: Pawbeats) – 3:10
8. „Weź się nie obraź” (gościnnie: Oxon, instrumenty perkusyjne: BobAir, trąbka: Miki Kubicki, muzyka, miksowanie, produkcja: Pawbeats) – 2:44
9. „Pozory” (gościnnie: Danny, Diset, muzyka, miksowanie, produkcja: Pawbeats) – 3:52
10. „Porozmawiaj z nią” (gościnnie: Lilu, Peerzet, muzyka, miksowanie, produkcja: Pawbeats) – 4:56
11. „Moment” (gościnnie: KęKę, miksowanie: Puzzel, Julas, scratche: DJ Ike, muzyka, produkcja: Pawbeats) – 3:05
12. „To tylko muzyka” (gościnnie: Tede, miksowanie: Puzzel, Julas, muzyka, produkcja: Pawbeats, trąbka: Michał „Sir Michu” Kożuchowski) – 3:10
13. „Maski” (gościnnie: Cira, Hukos, Vixen, muzyka, miksowanie, produkcja: Pawbeats) – 3:09
14. „Schizofrenia” (gościnnie: Buka, Pih, Rahim, miksowanie: Puzzel, Julas, muzyka, produkcja: Pawbeats) – 4:45
15. „Utopia” (muzyka, miksowanie, produkcja: Pawbeats) – 3:17

| Bonus CD 2 – wersje instrumentalne |
| --- |
| 1. „Dzień polarny” – 4:22 2. „Widnokrąg” – 5:00 3. „Martwy piksel” – 3:52 4. „Bracia” – 4:26 5. „Euforia” – 3:23 6. „Na miarę” – 3:57 7. „Szukaj mnie” – 3:10 8. „Weź się nie obraź” – 2:44 9. „Pozory” – 3:52 10. „Porozmawiaj z nią” – 4:56 11. „Moment” – 3:05 12. „To tylko muzyka” – 3:10 13. „Maski” – 3:09 14. „Schizofrenia” – 4:45 15. „Utopia” – 3:17 |

| Bonus CD 3 – muzyka instrumentalna                                                |
| --------------------------------------------------------------------------------- |
| 1. „Reliance” 2. „Rozmowa” 3. „Lampyris” 4. „Waiting” 5. „Whispers no.1" 6. „AIM” |

## Twórcy
Źródło.

- Marcin „Pawbeats” Pawłowski – pianino, pianino elektryczne, gitara akustyczna, gitara elektryczna, akordeon, harmonijka ustna, flet, instrumenty perkusyjne, muzyka, produkcja, miksowanie
- Piotr „Tokara” Tokarski – instrumenty perkusyjne
- Tomasz „Ragaboy” Osiecki – dilruba
- Piotrek Aleksandrowicz – gitara
- Agata Kurzyk – wiolonczela
- Miłosz Madejski – kontrabas
- Michał Piwowarczyk – altówka
- Rafał „DJ Panda” Helsztyński – scratche
- Piotr „DJ Ike” Zawałkiewicz – scratche
- Michał „Sir Michu” Kożuchowski – trąbka
- Miki Kubicki – trąbka
- Łukasz Sylwestrzak – skrzypce
- Julas – miksowanie, mastering
- Tomasz „Puzzel” Karczewski – miksowanie, mastering
- Staszek Koźlik – miksowanie
- Natalia Kuligowska – zdjęcia
- Seba300 – opracowanie graficzne